# 카를로스 몬토야

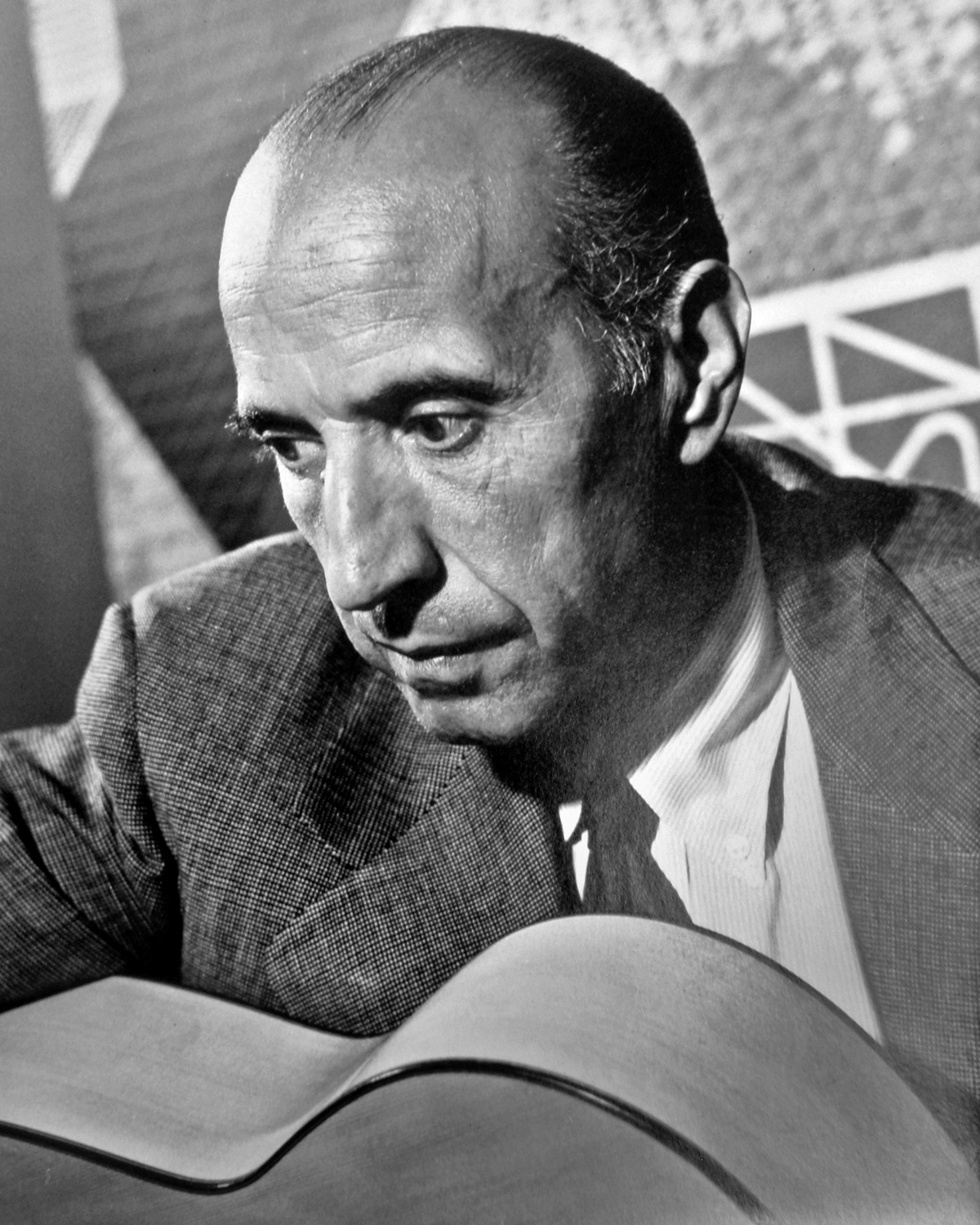

카를로스 몬토야(Carlos Montoya, 본명: Carlos García Montoya, 1903년 12월 13일 ~ 1993년 3월 3일)는 스페인 마드리드 출신으로, 저명한 플라멩코 기타리스트이자 오늘날의 대중적인 플라멩코 스타일의 음악의 창시자이다.
1920년대에서 1930년대에 유럽, 북아메리카, 아시아에서 공연하였다. 제2차 세계 대전이 발발하자 미국으로 건너갔고 그곳에서 음악가로서 가장 성공적인 나날을 시작하였으며 그의 불같은 스타일을 여러 콘서트 홀과 대학교에서 보여주었다. 오케스트라를 동반하기도 했다. 이 시기에 그는 RCA 빅터, 에버레스트, 포크웨이스 등 여러 주요 및 인디 레이블의 레코딩을 몇 개 만들었으며 Farruca, Malaga, Hokie 등의 전통 플라멩코 음악을 공연했다.
제2차 세계 대전이 유럽에서 1939년 발발하자 그는 미국에서 투어를 하였고 뉴욕시에 정착하기로 결심한 다음 마침내 미국 시민이 되었다.

## 디스코그래피
| 연도 | 앨범 타이틀                            |
| ---- | -------------------------------------- |
| 1950 | Spanish Guitar Solos                   |
| 1957 | Flamenco Guitar                        |
| 1958 | Flamenco Fire                          |
| 1959 | From St. Louis to Seville              |
| 1961 | Malaguena                              |
| 1961 | Carlos Montoya and His Flamenco Guitar |
| 1963 | Flamenco Antiguo                       |
| 1964 | Flamenco Concert                       |
| 1967 | The Artistry Of                        |
| 1996 | Flamenco!                              |
| 2004 | Guitar & Flamenco                      |